# Посёлок 1-го отделения совхоза «Старокриушанский»
1-го отделения совхоза «Старокриушанский» — посёлок в Петропавловском районе Воронежской области.
Входит в состав Старокриушанского сельского поселения.

## География

### Улицы
- ул. Степная

## Население
| 2010 |
| ---- |
| 11   |